# Coupe Challenge féminine de handball 2005-2006
Navigation
Coupe Challenge 2004-2005 Coupe Challenge 2006-2007
La coupe Challenge 2005-2006 est la 13e édition de la Coupe Challenge féminine de handball, compétition créée en 1993.
La compétition est remportée par le club roumain du CS Rulmentul-Urban Brașov, vainqueur en finale de leurs compatriotes du CS Tomis Constanța.

## Formule
La coupe Challenge, a priori la moins réputée des différentes compétitions européennes, est également appelée C4. 
L’épreuve débute par un tour préliminaire où huit équipes, réparties en deux groupes de quatre, se disputent la qualification pour les seizièmes de finale. 
Tous les autres tours se déroulent en matches aller-retour, y compris la finale. 

## Tours préliminaires

### Premier tour
|   | Équipe                | Pts | J | G | N | P | Bp  | Bc  | Diff |
| - | --------------------- | --- | - | - | - | - | --- | --- | ---- |
| 1 | G.S. Elpide Dramas    | 6   | 3 | 3 | 0 | 0 | 114 | 66  | 48   |
| 2 | Colégio de Gaia       | 4   | 3 | 2 | 0 | 1 | 92  | 87  | 5    |
| 3 | MGA Handball Wien     | 2   | 3 | 1 | 0 | 2 | 82  | 88  | -6   |
| 4 | PRO-Escalada Chișinău | 0   | 3 | 0 | 0 | 3 | 65  | 112 | -47  |

|   | Équipe                | Pts | J | G | N | P | Bp  | Bc  | Diff |
| - | --------------------- | --- | - | - | - | - | --- | --- | ---- |
| 1 | Trabzon Belediyespor  | 6   | 3 | 3 | 0 | 0 | 102 | 79  | 23   |
| 2 | RK Skopje             | 4   | 3 | 2 | 0 | 1 | 82  | 77  | 5    |
| 3 | HRK Katarina Mostar   | 2   | 3 | 1 | 0 | 2 | 86  | 79  | 7    |
| 4 | KH Vellaznimi Gjakove | 0   | 3 | 0 | 0 | 3 | 10  | 105 | -95  |

### Deuxième tour
| Équipe                 | Équipe                    |
| ---------------------- | ------------------------- |
| Sportlights Korneuburg | ABU Bakou                 |
| ŽRK Borac Banja Luka   | RK Lipovac Vranjic        |
| Panellinios Lefkosias  | Mérignac Handball         |
| HC Athinaikos Athènes  | Pallamano Dossobuono      |
| C.S. Madeira           | CS Rulmentul-Urban Brașov |
| LC Brühl Handball      | Üsküdar BSK               |
| HC Dnepryanka Kherson  | -                         |

| Équipe               |
| -------------------- |
| G.S. Elpide Dramas   |
| Colégio de Gaia      |
| Trabzon Belediyespor |

| Date Aller      | Club                      | Aller   | Total   | Retour  | Club                   | Date Retour     |
| --------------- | ------------------------- | ------- | ------- | ------- | ---------------------- | --------------- |
| 7 janvier 2006  | CS Rulmentul-Urban Brașov | 50 - 9  | 90 - 26 | 40 - 17 | Panellinios Lefkosias  | 14 janvier 2006 |
| 7 janvier 2006  | ABU Bakou                 | 36 - 26 | 69 - 62 | 33 - 36 | Pallamano Dossobuono   | 14 janvier 2006 |
| 7 janvier 2006  | C.S. Madeira              | 16 - 24 | 40 - 53 | 24 - 29 | Colégio de Gaia        | 14 janvier 2006 |
| 7 janvier 2006  | Trabzon Belediyespor      | 37 - 19 | 63 - 55 | 26 - 36 | Üsküdar BSK            | 15 janvier 2006 |
| 8 janvier 2006  | ŽRK Borac Banja Luka      | 21 - 27 | 46 - 67 | 25 - 40 | Mérignac Handball      | 15 janvier 2006 |
| 14 janvier 2006 | LC Brühl Handball         | 29 - 16 | 54 - 40 | 25 - 24 | RK Lipovac Vranjic     | 15 janvier 2006 |
| 14 janvier 2006 | GS Elpides Drama          | 33 - 34 | 58 - 65 | 25 - 31 | HC Athinaikos Athènes  | 15 janvier 2006 |
| 14 janvier 2006 | HC Dnepryanka Kherson     | 32 - 23 | 61 - 40 | 29 - 17 | Sportlights Korneuburg | 15 janvier 2006 |

### Huitièmes de finale
| Équipe             | Équipe                     |
| ------------------ | -------------------------- |
| ŽRK Split          | Cercle Dijon Bourgogne     |
| Buxtehuder SV      | HC Teramo 2002             |
| Valur Reykjavik    | RK Olimpik Skopje          |
| CS Tomis Constanța | Podatkova Academiya, Irpin |

| Équipe                    | Équipe                |
| ------------------------- | --------------------- |
| ABU Bakou                 | Mérignac Handball     |
| HC Athinaikos Athènes     | Colégio de Gaia       |
| CS Rulmentul-Urban Brașov | LC Brühl Handball     |
| Trabzon Belediyespor      | HC Dnepryanka Kherson |

| Date Aller      | Club                      | Aller   | Total   | Retour  | Club                       | Date Retour     |
| --------------- | ------------------------- | ------- | ------- | ------- | -------------------------- | --------------- |
| 7 février 2006  | HC Teramo 2002            | 16 - 24 | 40 - 53 | 24 - 29 | Colégio de Gaia            | 14 février 2006 |
| 8 février 2006  | Buxtehuder SV             | 30 - 26 | 56 - 58 | 26 - 32 | Mérignac Handball          | 15 février 2006 |
| 10 février 2006 | Cercle Dijon Bourgogne    | 39 - 21 | 72 - 46 | 33 - 25 | Trabzon Belediyespor       | 12 février 2006 |
| 10 février 2006 | HC Athinaikos Athènes     | 33 - 34 | 58 - 65 | 25 - 31 | Valur Reykjavik            | 12 février 2006 |
| 11 février 2006 | CS Rulmentul-Urban Brașov | 42 - 24 | 87 - 43 | 45 - 19 | Podatkova Academiya, Irpin | 12 février 2006 |
| 11 février 2006 | LC Brühl Handball         | 28 - 17 | 47 - 36 | 19 - 19 | RK Olimpik Skopje          | 12 février 2006 |
| 14 février 2006 | ŽRK Split                 | 28 - 20 | 62 - 47 | 30 - 28 | HC Dnepryanka Kherson      | 15 février 2006 |
| 18 février 2006 | ABU Bakou                 | 30- 225 | 53 - 63 | 23 - 28 | CS Tomis Constanța         | 19 février 2006 |

## Phase finale

### Quarts de finale
| Date Aller   | Club                      | Aller   | Total   | Retour  | Club                   | Date Retour  |
| ------------ | ------------------------- | ------- | ------- | ------- | ---------------------- | ------------ |
| 10 mars 2006 | Valur Reykjavik           | 25 - 21 | 57 - 48 | 32 - 27 | LC Brühl Handball      | 11 mars 2006 |
| 11 mars 2006 | Mérignac Handball         | 32 - 24 | 62 - 49 | 30 - 25 | HC Teramo 2002         | 19 mars 2006 |
| 11 mars 2006 | CS Rulmentul-Urban Brașov | 32 - 19 | 50 - 38 | 18 - 19 | Cercle Dijon Bourgogne | 19 mars 2006 |
| 18 mars 2006 | CS Tomis Constanța        | 29 - 22 | 57 - 42 | 28 - 20 | ŽRK Split              | 19 mars 2006 |

### Demi-finales
| Date Aller    | Club                      | Aller   | Total   | Retour  | Club              | Date Retour   |
| ------------- | ------------------------- | ------- | ------- | ------- | ----------------- | ------------- |
| 15 avril 2006 | CS Rulmentul-Urban Brașov | 23 - 25 | 48 - 47 | 25 - 22 | Mérignac Handball | 23 avril 2006 |
| 16 avril 2006 | CS Tomis Constanța        | 37 - 25 | 65 - 60 | 28 - 35 | Valur Reykjavik   | 23 avril 2006 |

### Finale
| Date Aller  | Club                      | Aller   | Total   | Retour  | Club               | Date Retour |
| ----------- | ------------------------- | ------- | ------- | ------- | ------------------ | ----------- |
| 14 mai 2006 | CS Rulmentul-Urban Brașov | 30 - 22 | 55 - 46 | 25 - 24 | CS Tomis Constanța | 21 mai 2006 |

## Les championnes d'Europe
| Championne d'Europe Coupe Challenge 2006 CS Rulmentul-Urban Brașov 1er titre |

## Statistiques
| Rang | Nom                    | Équipe             | Buts |
| ---- | ---------------------- | ------------------ | ---- |
| 1    | Daneila Silva          | Colégio de Gaia    | 60   |
| 2    | Simona Zapryanova      | GS Elpides Drama   | 57   |
| 3    | Alina Daniela Petrache | CS Tomis Constanța | 55   |